# The Songs Lennon and McCartney Gave Away
《The Songs Lennon and McCartney Gave Away》는 존 레논과 폴 매카트니가 1960년대에 작곡했지만 비틀즈 곡으로 발표하지 않기로 결정, 그 곡을 부른 다른 가수 중 최초로 부른 가수의 곡을 수록한 컴필레이션 음반이다. 1979년 영국에서 발매되었다. 1973년 존 레논이 작곡하여 링고 스타의 음반 트랙으로 선물한 〈I'm the Greatest〉를 제외하면 전곡은 비틀즈의 활동기인 1960년대 녹음 및 싱글로 발매되었다.
비슷한 형식이지만 덜 포괄적인 컴필레이션 음반 《The Stars Sing Lennon & McCartney》가 1971년 EMI 산하 프레셔 레이블에서 발매되기도 했다.

## 배경
레논과 매카트니는 1950년대 후반에서 1963년까지 공동 작곡을 해왔으며 비틀즈 또는 다른 아티스트가 녹음했다. 비틀즈가 녹음하지 않은 레논-매카트니 노래는 크게 세 가지로 분류할 수 있다.
- 레논-매카트니 노래를 비틀즈가 녹음했지만 결국 발표하지 않기로 결정된 노래
- 처음부터 비틀즈와 어울리지 않다고 생각하여 녹음할 시도조차 안 한 노래
- 비의도적으로 다른 아티스트를 위해 쓴 노래

## 곡 목록
| #   | 제목                                   | 작사·작곡     | 아티스트                         | 재생 시간 |
| --- | -------------------------------------- | ------------- | -------------------------------- | --------- |
| 1.  | 〈〈I'm the Greatest〉〉 (1973)        | 존 레논       | 링고 스타                        | 3:23      |
| 2.  | 〈〈One and One Is Two〉〉 (1964)      | 레논-매카트니 | 더 스트레인저스 위드 마이크 섀넌 | 2:11      |
| 3.  | 〈〈From a Window〉〉 (1964)           | 레논-매카트니 | 빌리 J. 크래머 위드 더 다코타스  | 1:58      |
| 4.  | 〈〈Nobody I Know〉〉 (1964)           | 레논-매카트니 | 피터 앤 고든                     | 2:29      |
| 5.  | 〈〈Like Dreamers Do〉〉 (1964)        | 레논-매카트니 | 애플잭스                         | 2:31      |
| 6.  | 〈〈I'll Keep You Satisfied〉〉 (1963) | 레논-매카트니 | 빌리 J. 크래머 위드 더 다코타스  | 2:05      |
| 7.  | 〈〈Love of the Loved〉〉 (1963)       | 레논-매카트니 | 실라 블랙                        | 2:02      |
| 8.  | 〈〈Woman〉〉 (1966)                   | 버나드 웹     | 피터 앤 고든                     | 2:26      |
| 9.  | 〈〈Tip of My Tongue〉〉 (1963)        | 레논-매카트니 | 토미 퀴클리                      | 2:06      |
| 10. | 〈〈I'm in Love〉〉 (1963)             | 레논-매카트니 | 더 포모스트                      | 2:08      |

| #   | 제목                                         | 작사·작곡     | 아티스트                        | 재생 시간 |
| --- | -------------------------------------------- | ------------- | ------------------------------- | --------- |
| 1.  | 〈〈Hello Little Girl〉〉 (1963)             | 레논-매카트니 | 더 포모스트                     | 1:51      |
| 2.  | 〈〈That Means a Lot〉〉 (1965)              | 레논-매카트니 | P.J. 프로비                     | 2:33      |
| 3.  | 〈〈It's for You〉〉 (1964)                  | 레논-매카트니 | 실라 블랙                       | 2:21      |
| 4.  | 〈〈Penina〉〉 (1969)                        | 폴 매카트니   | 카를로스 멘데스                 | 2:36      |
| 5.  | 〈〈Step Inside Love〉〉 (1968)              | 레논-매카트니 | 실라 블랙                       | 2:21      |
| 6.  | 〈〈A World Without Love〉〉 (1964)          | 레논-매카트니 | 피터 앤 고든                    | 2:38      |
| 7.  | 〈〈Bad to Me〉〉 (1963)                     | 레논-매카트니 | 빌리 J. 크래머 위드 더 다코타스 | 2:18      |
| 8.  | 〈〈I Don't Want to See You Again〉〉 (1964) | 레논-매카트니 | 피터 앤 고든                    | 1:59      |
| 9.  | 〈〈I'll Be on My Way〉〉 (1963)             | 매카트니-레논 | 빌리 J. 크래머 위드 더 다코타스 | 1:40      |
| 10. | 〈〈Catcall〉〉 (1967)                       | 폴 매카트니   | 더 크리스 바버 밴드             | 3:04      |

### 〈Penina〉
〈Penina〉는 폴 매카트니가 알가르브 지방에 여행했을 때 1968년 12월 호텔 페니나에서 작곡했다. 호텔 밴드 조타 헤레(Jotta Herre)가 최초로 녹음했고, 한 달 뒤에 1967년까지 포르투갈 그룹 더 셰이크스(the Sheiks)의 일원 카를로스 멘데스가 녹음했다.

## 같이 보기
- 비틀즈가 발표하지 않은 레논-매카트니 노래